# Santiago Alberione
Santiago Alberione (en italiano Giacomo Alberione) (San Lorenzo di Fossano, Italia, 4 de abril de 1884-Roma, Italia, 26 de noviembre de 1971) fue un sacerdote italiano fundador de la Familia Paulina y de la Sociedad Bíblica Católica Internacional.

## Biografía

### Infancia
Santiago Alberione nació el 4 de abril de 1884 en San Lorenzo di Fossano, Italia. Hijo de Miguel Alberione y Teresa Rosa Allocco. Creció en el seno de una familia campesina que alquilaba las tierras que cultivaba. Fue bautizado en la parroquia de San Lorenzo el 5 de abril con el nombre de Santiago, que también era el nombre de su tío, su padrino y de su abuelo. Nació con muy poco peso y sus padres temieron por su supervivencia. La madre le encomendó, como al resto de sus hijos, a la Virgen de las Flores, en el santuario dedicado a ella a las afueras de Bra.
Poco después de nacido Santiago, la familia se trasladó a Cherasco. Allí frecuentaban la parroquia de San Martín de Tours. Santiago se apuntó al coro de monaguillos. En 1890 comenzó a estudiar en la escuela de la localidad, donde los chicos y las chicas estaban separados. De niño dijo en clase a su profesora, Rosina Cardona, que quería ser cura. Su profesora se conmovió, ya que había rogado a Dios porque uno de sus alumnos fuese sacerdote. Algunos compañeros se burlaban de él por eso y, en su casa, comenzaron a ser más exigentes con él. Hizo la primera comunión en 1892.
Desde su infancia, valoró mucho como referentes a Juan Bosco, José Cafasso, José Benito Cottolengo y León XIII. En 1895 entró en el instituto de Cherasco, que era mixto.

### Seminarista
El 25 de octubre de 1896 entró en el seminario de Bra. Unas veces quería ser misionero y otras llevar una vida retirada. Era un ávido lector, de lectura religiosa y no religiosa, y las notas terminaron por no ser buenas. En abril del año 1900 los superiores le dijeron que debía abandonar el seminario para que el espíritu se le serenase un poco y para que los libros no acabaran por sorberle el seso.  Su párroco, Juan Bautista Montersino, que consideraba que la vocación de Santiago era valiosa, habló con el rector del seminario de Alba, Víctor Danusso, y Santiago pudo entrar en dicho seminario el 25 de octubre de 1900. Allí conoció a un profesor, el canónigo Francisco Chiesa, de 26 años, al que admiraba profundamente. Se confesó con él y le contó todo lo que le había sucedido hasta entonces. También era muy participativo en las clases.
Chiesa fue director espiritual de Alberione desde el 1900 hasta 1946 e influyó en su pensamiento.
En la noche entre el 31 de diciembre de 1900 al 1 de enero de 1901 tuvo lugar una jornada nocturna de adoración al Santísimo Sacramento propuesta por León XIII. Santiago participó en esta en la catedral de Alba. En un texto de 1953 describe esta noche como fundamental para la historia de la Familia Paulina:

La oración estaba hecha: que el siglo naciera en Cristo, que apóstoles nuevos sanearan las leyes, la escuela, la literatura, la prensa, las costumbres. Que la Iglesia tuviera un arranque misionero. Que se usasen bien los medios de apostolado. Que la sociedad siguiese las encíclicas de León XIII explicadas a los clérigos por el canónigo Chiesa, especialmente las concernientes a las cuestiones sociales y a la libertad de la Iglesia. [...] Me sentí obligado a servir a la Iglesia, a servir a los hombres del nuevo siglo, a trabajar codo con codo con los demás.

Le pusieron la sotana el 8 de diciembre de 1902. Su padre falleció el 26 de noviembre de 1904.

### Sacerdocio

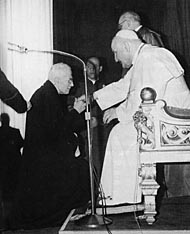
Santiago Alberione saluda al papa Juan XXIII.

El 29 de junio de 1907 fue ordenado sacerdote en el presbiterio de la catedral de Alba. Dio su primera misa en la parroquia de San Martín de Cherasco el 30 de junio.
Fue a Génova, donde se doctoró en Teología en el Colegio Teológico de Santo Tomás de Aquino el 9 de abril de 1908.
Fue destinado a la parroquia de Narzole. Al principio fue como ayudante de un cura veterano, Luis Carosso, que se retiró posteriormente. Luego quedó a cargo de la parroquia. Puso un cepillo para el «Pan de San Antonio» y prestó atención a los jóvenes que pasaban por la parroquia. Meses después de ser mandado a Narzole, el obispo José Francisco Re le mandó al seminario de Alba a ser director espiritual de los seminaristas. Estuvo encargado de esta tarea entre 1908 y 1920.
El 8 de septiembre de 1913, encontrándose con el obispo Re en el Santuario de la Virgen de la Moretta, este le encargó que se ocupase de dirigir la revista diocesana «La Gaceta de Alba». Quiso que la revista tuviese su propia imprenta. Con la herencia de su tío Santiago y con dinero que había logrado de donaciones, adquirió un local y las máquinas necesarias. Era el 20 de agosto de 1914. Esta fecha está considerada el origen de la Sociedad de San Pablo. La imprenta se llamó «Escuela Tipográfica Pequeño Obrero». La bendición del establecimiento y de las máquinas se llevó a cabo el 24 de agosto.
Para gestionar la labor, crearon un consejo en el que estaba Chiesa. El primer libro que editaron fue el Catecismo de Pío X.
El 15 de junio de 1915 Teresa Merlo fue a conocer a Santiago Alberione en la sacristía de la Iglesia de los Santos Cosme y Damian. Le pidió que se uniese a él para la misión que Dios le había encomendado y ella contestó que sí. Este está considerado como el comienzo de las Hijas de San Pablo.
En 1916, para difundir las publicaciones, creó una librería con una tienda de objetos religiosos, que puso a cargo de un grupo de mujeres religiosas, en el que estaban Ángela María Boffi y Teresa Merlo.
El obispo de Susa, José Castelli, le pidió a Alberione ayuda con un periódico llamado «La Valsusa». Algunas de las mujeres que trabajaban con Alberione se marcharon a editar aquel periódico.
La Asociación Cooperadores Paulinos fue fundada en Alba el 29 de junio de 1917 y estaba dedicada a la propaganda.
El 8 de diciembre de 1917 se le ocurrió que los miembros de la obra realizasen algún tipo de profesión religiosa.
Alberione fue objeto de persecución. Unos facinerosos se apostaron frente a la imprenta para darle una paliza pero se libró porque no salió aquel día. Otro individuo le insultó llamándole imbroglione ("embrollón"). También fue amenazado de muerte en más de una ocasión. En la Navidad de 1918 unos individuos prendieron fuego a la imprenta. Compró una maquinaria mejor, que fue bendecida por el obispo en mayo de 1919, y más tarde la imprenta se trasladó a unas instalaciones mayores.
En la Escuela Tipográfica el Pequeño Obrero ya no solamente se editaba «La Gaceta de Alba», sino también «La torre de San Esteban» y «El noticiero eclesiástico» para las diócesis de Alba, Alessandria, Asti y Saluzzo. Además se editaban boletines diocesanos de once obispados. En 1918 editaba un total de unos veinte periódicos. En 1916 fundó la revista «Vida pastoral», que era enviada gratuitamente a los párrocos. En 1918 nació el «Boletín Unión de Cooperadores Buena Prensa», actualmente llamado «El cooperador paulino». En 1923 fundó «El domingo», publicación semanal para distribuir entre los feligreses en todas las parroquias, y el 1 de octubre de ese año «El periodiquito», una publicación destinada a los jóvenes. En 1931 fundó la revista «Familia cristiana», que hoy es una de las principales de Italia.
Dada la gran cantidad de jóvenes que querían entrar en la imprenta, organizó clases para ellos de literatura, latín, griego, matemáticas y tipografía. En julio de 1918 eran 25 jóvenes.
Fue a Turín con los jóvenes más expertos para editar el periódico «Il momento», ya que los obreros de la imprenta se habían puesto en huelga y habían desmontado las máquinas. Fueron recibidos con gritos de esquiroles pero lograron editar el periódico.
En octubre de 1921 le comunicó al obispo Re que deseaba erigir canónicamente la Sociedad de San Pablo. El obispo escribió a Roma el 31 de diciembre al cardenal Laurenti, Prefecto de la Congregación de Religiosos. En febrero de 1922 el obispo Re le comunicó que en Roma se negaban porque no consideraban necesario una congregación para esa obra. Alberione escribió, sin éxito, al cardenal Laurenti.
En 1923 enfermó gravemente y estuvo en peligro de fallecer, pero se recuperó. Alberione atribuyó a san Pablo su curación.
Por estas fechas, Alberione dijo haber recibido del Divino Maestro, Jesús, las siguientes palabras, que se pusieron en las casas de la obra: "No temáis - Yo estoy con vosotros - Desde aquí quiero iluminar - Caminad en continua conversión".
El 10 de febrero de 1924 creó en Alba las Pías Discípulas del Divino Maestro, dedicadas a la adoración perpetua de la eucaristía, el servicio sacerdotal y al apostolado litúrgico.
En 1924 estableció dentro de los Cooperadores el Grupo Sociedad Bíblica en Alba, para la divulgación de textos bíblicos. La Unión de Cooperadores, con la Sociedad Bíblica integrada, se trasladó de Alba a Roma en 1937. El 16 de marzo de 1960, por decreto del cardenal Eugenio Tisserant, se estableció la Sociedad Bíblica en las diócesis de Ostia, Porto y Santa Rufina. Ese año, se logró que el papa Juan XXIII le diera el rango de Unión Primaria con el nombre de Sociedad Bíblica Católica. El proyecto se internacionalizó y actualmente se llama Sociedad Bíblica Católica Internacional (SOBICAIN).
En julio de 1925 eran ya en la obra 260 personas, de las cuales 92 eran Hijas de San Pablo.
El 25 de marzo de 1926 envió documentación sobre la obra al papa Pío XI, que quedó satisfecho con la idea de crear una congregación religiosa dedicada a la Buena Prensa. Tras esto, Laurenti apoyó la creación e informó al obispo Re. El 12 de marzo de 1927 el obispo firmó el decreto de reconocimiento diocesano de los Hijos de San Pablo. Dos años después, el 15 de marzo de 1929, fue erigida canónicamente la Pía Sociedad de las Hijas de San Pablo.
Santiago Alberione quiso internacionalizar su obra. En 1931 se instalaron los Hijos de San Pablo en São Paulo, Brasil. Ese mismo año las Hijas de San Pablo llegaron a Buenos Aires, Argentina, y el paulino Borrano fue a Nueva York, Estados Unidos, donde fue recibido en la casa de los jesuitas. Posteriormente, mandaron a paulinos a Manila, Filipinas, y a París, Francia.
El paulino Desiderio Costa fue a Bilbao, España, en 1925 a ver a un sacerdote al que había conocido en Roma, pero este no se encontraba en la ciudad. Luego se trasladó a Madrid y a Barcelona, pero desistió de poner en marcha la obra en España. En 1934 Alberione le dijo que regresase a España. Fue a Barcelona, donde habló con el cardenal Irurita, que le dijo que no era buena hora para hacer eso allí. Fue a Madrid, donde el obispo le dio largas. El obispo de Madrid se fue al Congreso Eucarístico de Buenos Aires y volvió más opuesto a la obra, porque les confundió con la Compañía de San Pablo milanesa que había generado conflictos en Argentina. El obispo de Vitoria-Bilbao sí se mostró interesado y Costa fue a Bilbao, donde pudo instalarse y donde los paulinos realizaron algunas labores, pero cuando llegó la guerra civil española en 1936 los paulinos tuvieron que huir a Francia.
En julio de 1936 Santiago Alberione se trasladó de Alba a Roma, estableciendo allí la primera Casa General de la Sociedad de San Pablo.
El 7 de octubre de 1938 llamó a María Nieves Negri y otras cuatro hijas para la fundación, en Genzano di Roma, de las Hermanas de Jesús Buen Pastor (pastorcitas). Su primera superiora general fue Celia Orsini. Su misión era la animación pastoral en las parroquias.
En 1939 Alberione decidió utilizar el cine para dar un mensaje cristiano. Le encargó esta labor al paulino Gregorio Delpologetto, que se puso en contacto con el director Goffredo Alessandrini y le habló de las andanzas del cardenal capuchino Guillermo Massaia en tierras de Etiopía en el siglo XIX. Así se produjo la película «Abuna Messias». Ese año, ganó la Copa Benito Mussolini en el Festival de Cine de Venecia. Hubo cierta polémica con la película, porque se consideró que justificaba la invasión italiana de Etiopía.
La productora de cine se llamó Romana Editrice Film. Posteriormente se llamó Sampaolofilm y, actualmente, se llama Audiovisuales San Paolo.
El 10 de mayo de 1941 Pío XII aprobó las constituciones de la Sociedad San Pablo, que pasó así a ser una congregación de derecho pontificio. Alberione fue recibido por el papa el 12 de julio. Este le mostró su agradecimiento por la aprobación y el pontífice alabó la obra que estaban realizando. En 1943 la Santa Sede emitió el decretum laudis para las Hijas de San Pablo, firmado por el cardenal español Arcadio María Larraona Saralegui.
A partir de diciembre de 1945 emprendió cinco viajes alrededor del mundo. El 28 de diciembre de 1945 partió de Nápoles a Nueva York con Teresa Merlo, superiora de las Hijas de San Pablo. Llegaron a Nueva York el 11 de enero y permanecieron en Estados Unidos hasta el 28 de febrero, cuando partieron a Brasil y a Argentina. Regresaron a Roma el 25 de abril. En uno de estos viajes, también con Teresa Merlo, pasó por Turquía, Siria, India, Filipinas, Japón, Estados Unidos, Canadá, México y Portugal. Entre 1946 y 1963 visitó España en siete ocasiones para ver como estaban los Hijos e Hijas de San Pablo.
El 3 de abril de 1947 fue promulgado el decreto de la aprobación diocesana de las Pías Discípulas del Divino Maestro. Estas obtuvieron la aprobación pontificia el 12 de enero de 1948, que fue ratificada definitivamente el 30 de agosto de 1960.
En 1947 envió a Irlanda a Renato Simoni. Ese mismo año los paulinos se instalaron en Colombia y Ecuador. En Chile, los paulinos tuvieron una relación muy fructífera con el jesuita beato Alberto Hurtado, que les cedió dos librerías de la Sociedad Cultural Católica.
En 1951 los paulinos se instalaron en Venezuela.
La implantación de los paulinos en México fue más complicada. Alberione envió al sacerdote Zecchin, pero le denegaron el visado. Para poder entrar en México tuvo que hacerlo como estudiante universitario. Se estableció primero en Ciudad Juárez y luego en México Distrito Federal.
En 1958 fundó los institutos agregados Virgen de la Anunciación (anunciatinas) y San Gabriel Arcángel (gabrielinos), para chicas y chicos que viven con su familia. En 1959 fundó el instituto agregado Jesús Sacerdote, para sacerdotes diocesanos y obispos. En 1960 fundó el instituto agregado Santa Familia, para matrimonios. Los cuatro institutos recibieron la aprobación pontificia el 8 de abril de 1960.
En 1959 Alberione fundó una nueva comunidad femenina: las Hermanas de María Reina de los Apóstoles (apostolinas). Estas tienen el propósito de orar y fomentar las vocaciones en el seno de la Iglesia. Fueron aprobadas como congregación diocesana el 26 de noviembre de 1993.

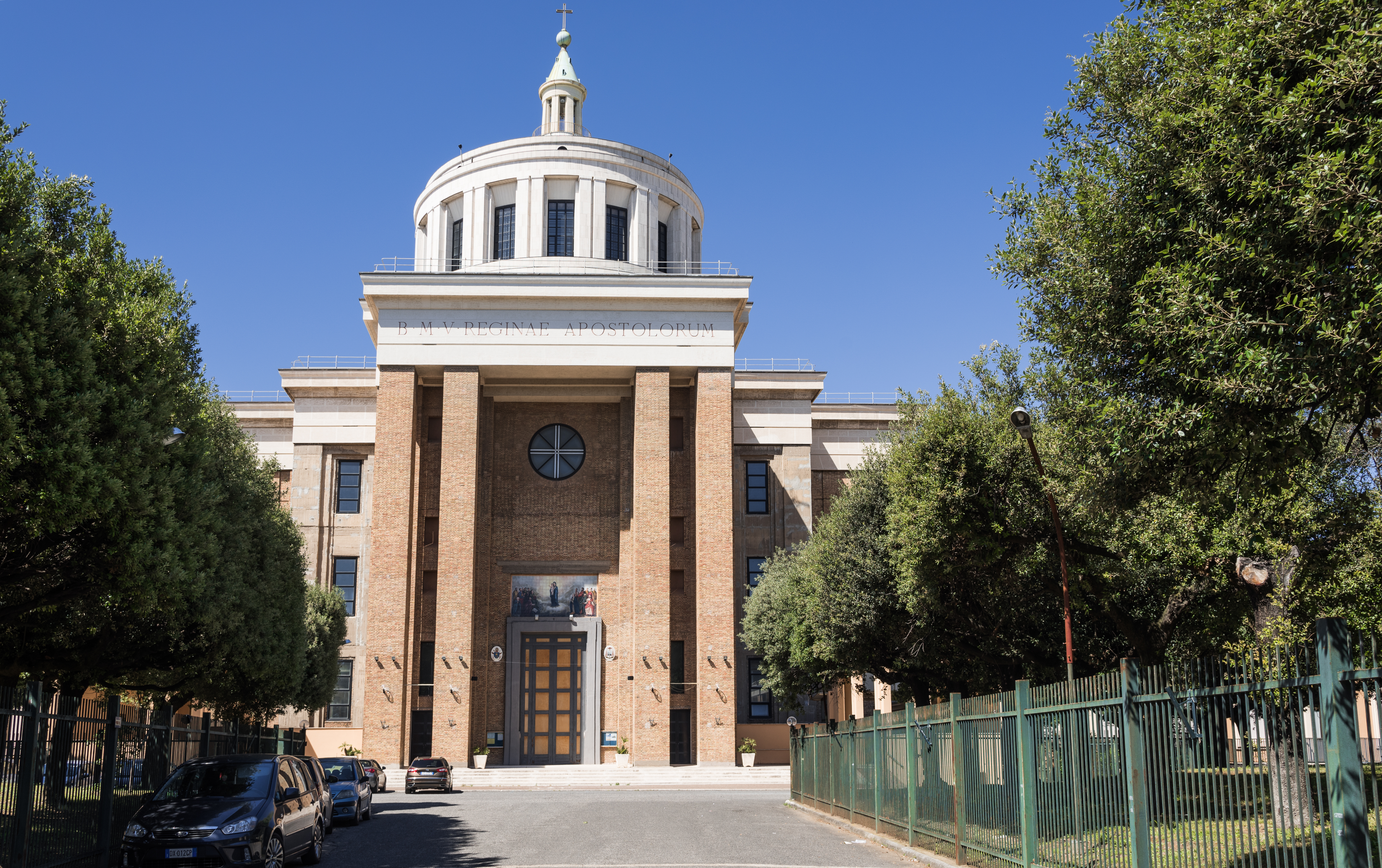
Basílica de Santa María Reina de los Apóstoles, en Roma.

En Alba, los paulinos construyeron el Templo de San Pablo. En Roma, construyeron, a partir de 1947, la Iglesia de Santa María Reina de los Apóstoles. El templo romano fue consagrado en 1954 y en 1984 fue elevada al rango de basílica menor.
Alberione fue uno de los padres del Concilio Vaticano II, por invitación de Juan XXIII.

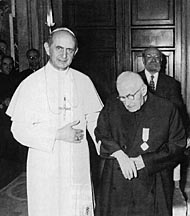
Santiago Alberione con el papa Pablo VI.

El 1966 bendijo las dependencias discográficas de los paulinos en Albano Laziale.
El 28 de junio de 1969 el papa Pablo VI recibió en audiencia a la Familia Paulina y le entregó a Alberione la Medalla Pro Ecclesia et Pontifice. No ocultó su admiración por Alberione. Dijo de él:

Miradlo: humilde, silencioso, incansable, siempre alerta, siempre ensimismado en sus pensamientos, que van de la oración a la acción, siempre atento a escrutar los “signos de los tiempos”, es decir, las formas más geniales de llegar a las almas... Nuestro P. Alberione ha dado a la Iglesia nuevos instrumentos para expresarse, nuevos medios para vigorizar y ampliar su apostolado, nueva capacidad y nueva conciencia de la validez y de la posibilidad de su misión en el mundo moderno y con los medios modernos. Deje, querido P. Alberione, que el Papa goce de esta prolongada, fiel e incansable fatiga y de los frutos por ella producidos para gloria de Dios y bien de la Iglesia

### Muerte y reconocimiento
En su lecho de muerte, sus últimas palabras fueron "El Paraíso" y que rezaba por todos. Postrado, recibió la visita del papa Pablo VI, que lo bendijo a él y a todos los presentes. Falleció a las 6 de la tarde del 26 de noviembre de 1971 en Roma. Fue sepultado en la Iglesia de la Reina de los Apóstoles.
El 25 de junio de 1996, el papa Juan Pablo II firmó el decreto con el que se reconocen sus virtudes heroicas.
Para su beatificación, se aprobó un milagro de curación de 1989 de la anunciatina mexicana María Librada González Rodríguez. El 27 de abril de 2003, el papa Juan Pablo II lo beatificó.